# Jambi (singolo)
Jambi è un singolo del gruppo musicale statunitense Tool, pubblicato il 12 febbraio 2007 come secondo estratto dal quarto album in studio 10,000 Days.

## Tracce
1. Jambi (Half Solo Edit) – 6:23
2. Jambi (Album Version) – 7:28

## Formazione
Gruppo
- Maynard James Keenan – voce
- Adam Jones – chitarra
- Justin Chancellor – basso
- Danny Carey – batteria

Produzione
- Tool – produzione
- Evil Joe Barresi – registrazione, missaggio

## Classifiche
| Classifica (2007)                | Posizione massima |
| -------------------------------- | ----------------- |
| Canada (rock)                    | 41                |
| Stati Uniti (alternative)        | 23                |
| Stati Uniti (mainstream rock)    | 7                 |
| Classifica (2019)                | Posizione massima |
| Stati Uniti (rock & alternative) | 21                |
| Stati Uniti (rock digital)       | 15                |